# Francesco Zantedeschi
Francesco Zantedeschi (Dolcè, 18 agosto 1797 – Padova, 29 marzo 1873) è stato un presbitero e fisico italiano.
Vissuto in un secolo in cui ormai la scienza tendeva inevitabilmente verso la specializzazione, l'abate Zantedeschi può considerarsi al contrario un esempio di eclettismo del sapere per la vastità dei suoi interessi culturali e scientifici, testimoniata da una quantità impressionante di manoscritti e pubblicazioni (attualmente conservati in parte alla Biblioteca Civica di Verona e in parte all'Accademia di Agricoltura Scienze e Lettere di Verona).

## Biografia

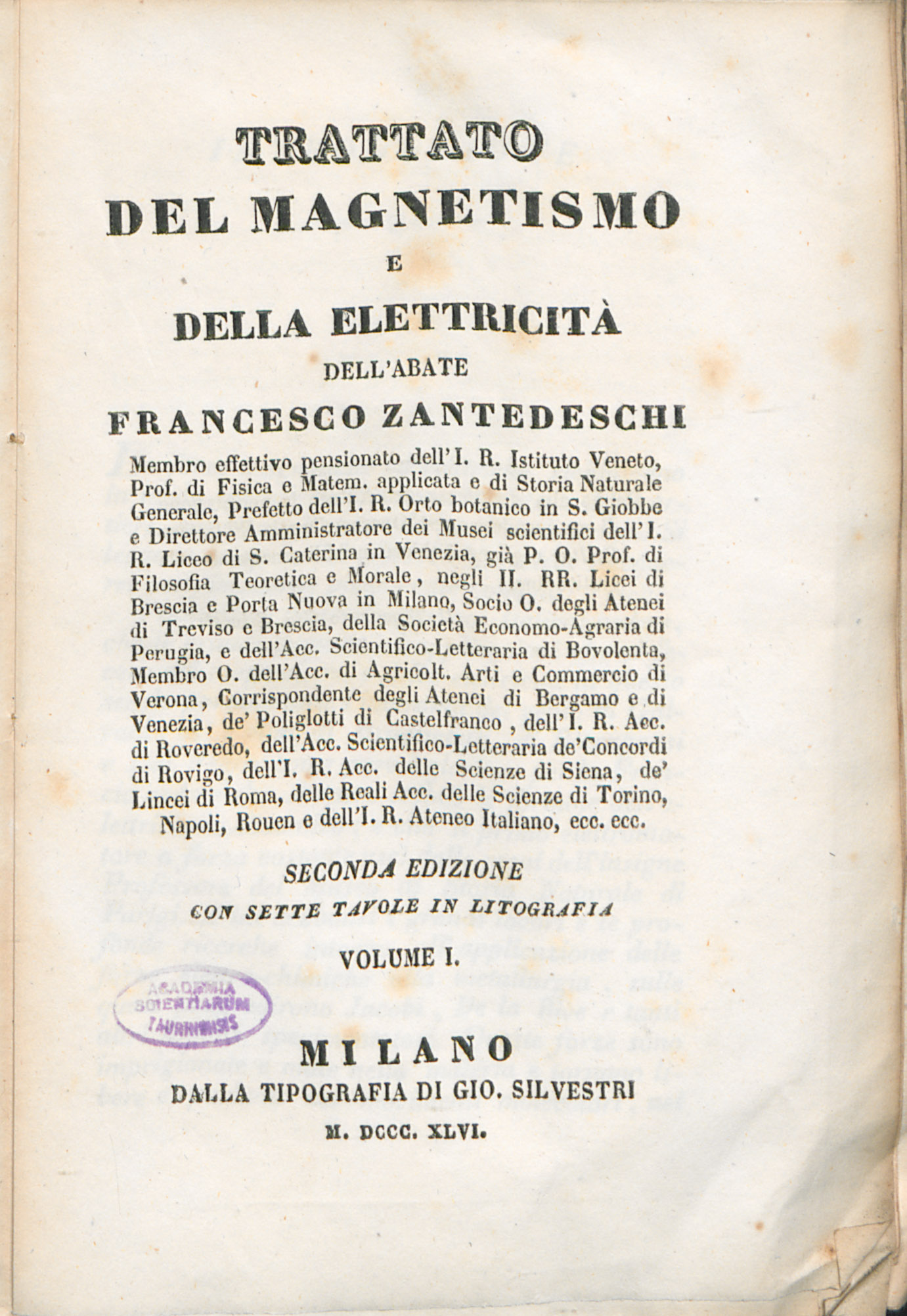
Trattato del magnetismo e della elettricità

Figlio di Bartolomeo e Domenica Loro, «ricca commerciante famiglia che per le vicende della guerra di Rivoli precipuamente fu ridotta in gravi ristrettezze di fortuna», dopo aver compiuto gli studi nel seminario vescovile di Verona, fu ordinato sacerdote dal vescovo Innocenzo Maria Lirutti e dal 1821 al 1826 insegnò fisica e storia naturale al liceo Bagatta di Desenzano del Garda. A questi anni risale il suo trattatello Geologia dei terreni che circondano il lago di Garda, rimasto inedito.
Nel 1827 fu chiamato a Pavia dal vescovo Luigi Tosi, che gli affidò le cattedre di matematica e fisica nel seminario vescovile e dove frequentò l'università assistendo alle lezioni di celebri professori come Antonio Maria Bordoni, Giuseppe Moretti, Bartolomeo Panizza, Giacomo Zendrini o l'abate Pietro Configliachi e stringendo con loro rapporti di studio e d'amicizia. Di questo periodo sono le sue prime ricerche sperimentali sull'elettromagnetismo e le sue prime pubblicazioni scientifiche apparse sul periodico milanese Biblioteca Italiana e su quello ginevrino Bibliothèque universelle.

### La "parentesi filosofica"
Due anni dopo il vescovo Giuseppe Grasser lo richiamò nel seminario di Verona per insegnarvi filosofia, incarico che svolse applicando «ai fatti interni dell'anima» «il medesimo metodo d'investigazione» utilizzato per le materie scientifiche e dichiarandosi perciò «nemico ... delle sofisticherie ontologiche»; il che, unito alle sue simpatie rosminiane, gli procurò l'ostilità dell'ambiente ecclesiastico veronese, legato alla teologia scolastica e poco incline alle novità. Per uscire da quella situazione, chiese un incarico pubblico e nel 1834 ottenne la cattedra di filosofia all'Imperial regio liceo di Brescia, per passare poi, nel 1836, a quello milanese di Porta Nuova.
Questa "parentesi filosofica" non fu comunque improduttiva: oltre a pubblicare (e poi rieditare) gli Elementi della sua filosofia e una dissertazione sui Principii generatori delle umane cognizioni «accolta con molto favore dall'Accademia delle Scienze di Berlino», Zantedeschi non rinunciò agli studi e alle ricerche di fisica riprendendo con l'abate Giuseppe Zamboni, suo vecchio maestro, alcuni esperimenti sui magneti, interessandosi alle osservazioni meteorologiche e al fenomeno della rugiada e ricevendo una medaglia d'oro dall'Ateneo di Brescia per le sue Ricerche sul termo-elettricismo dinamico, luci-magnetico ed elettrico.

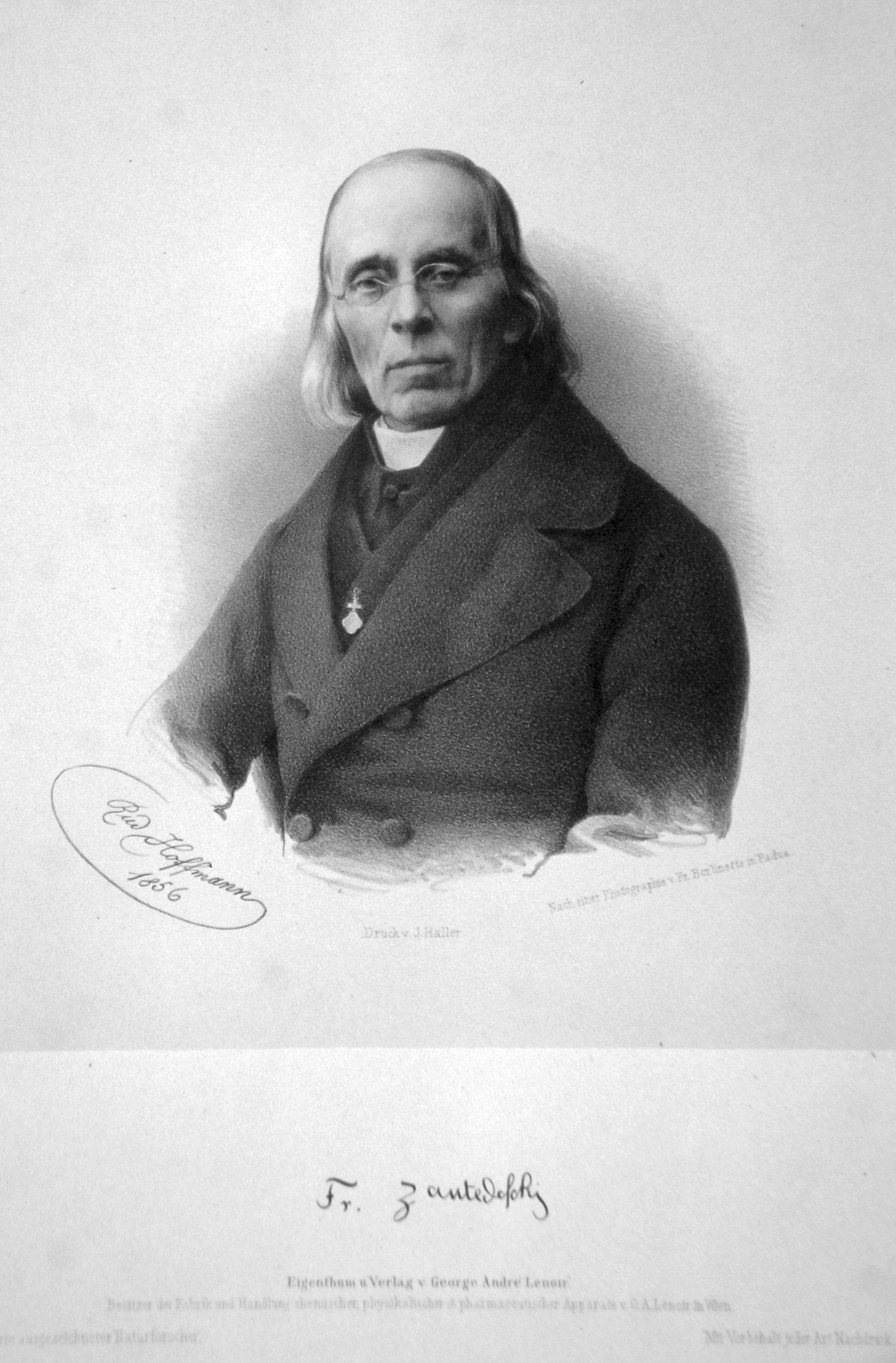
Ritratto dell'abate Francesco Zantedeschi ricavato da una fotografia dello studioso e ingegnere padovano Luigi Borlinetto, incisa da Rudolf Hoffmann per la Gallerie ausgezeichneter Naturforscher dell'editore viennese Lenoir (1856).

### Venezia e Padova
Finalmente nel 1838 ottenne la cattedra di fisica e matematica applicata al liceo di Santa Caterina di Venezia, dove trovò un ambiente ideale per proseguire le sue ricerche nel campo della fisica sperimentale: un laboratorio di prim'ordine, un "macchinista" d'eccezione (Francesco Cobres) oltre a un collegamento con l'Università di Padova. Poco tempo dopo gli fu assegnata anche la cattedra di storia naturale generale e la direzione dell'orto botanico annesso al liceo.
Nel luglio 1849 fu nominato professore di fisica sperimentale nell'Università di Padova, ma fu costretto ad abbandonare l'incarico nel 1857 a causa di una incipiente cecità.
Autore di oltre 250 scritti fra monografie e pubblicazioni, è ricordato per i numerosi lavori sull'elettricità e sullo spettro solare.
Fu socio di numerose accademie e società scientifiche, tra cui l'Accademia delle Scienze di Torino dal 1837, e l'Accademia dei Lincei dal 1849.

## Opere

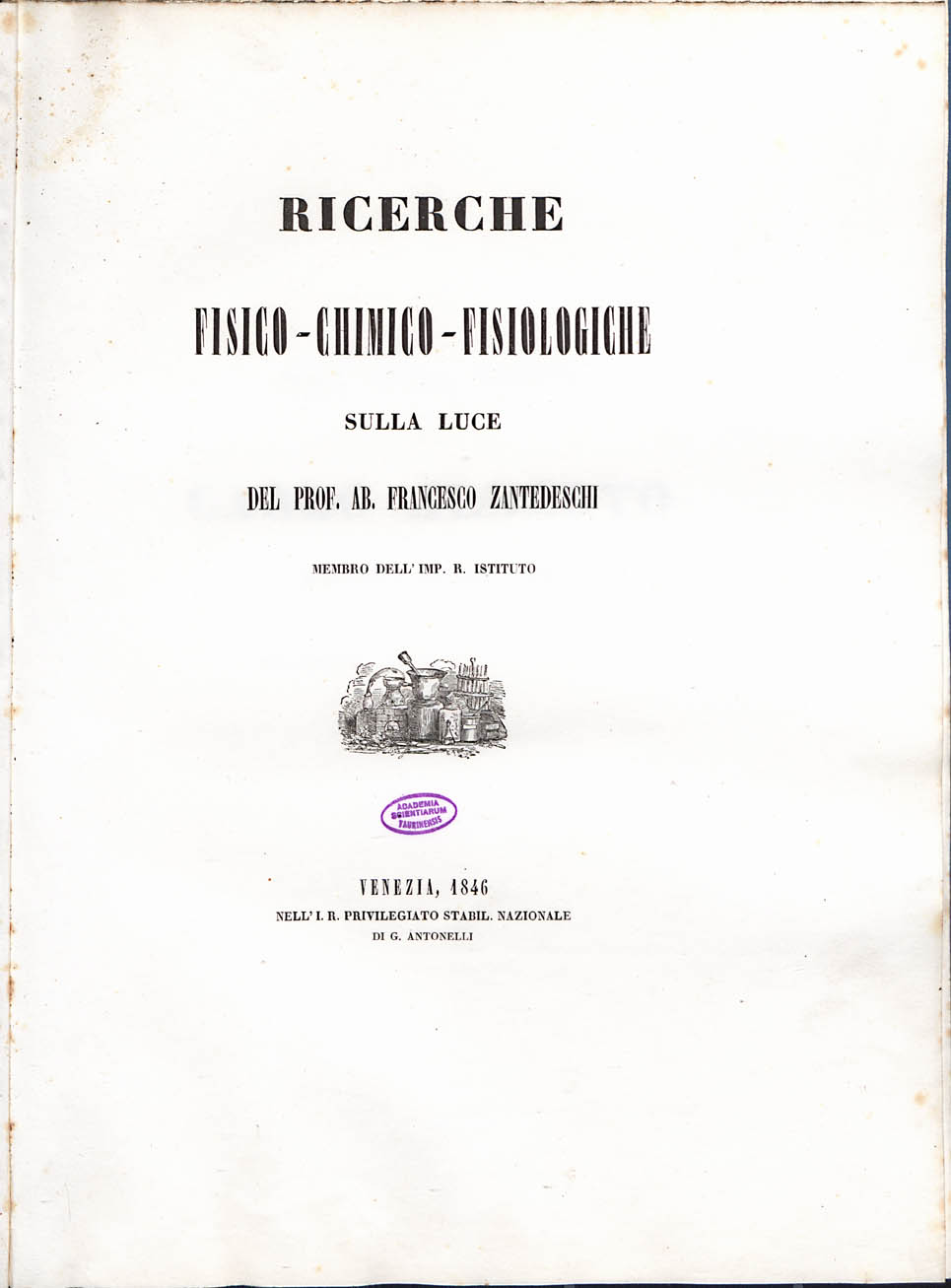
Ricerche fisico-chimico-fisiologiche sulla luce, 1846

- Elementi di logica, Verona, Paolo Libanti, 1833.
- Elementi di psicologia empirica, Verona, Paolo Libanti, 1834.
- Elementi di logica e metafisica, Verona, Paolo Libanti, 1834.
- Elementi di filosofia morale, Verona, Paolo Libanti, 1834. 2ª ed.: Milano, Tipografia de' classici italiani, 1836.
- Relazione delle principali scoperte magneto elettriche, Verona, Paolo Libanti, 1834.
- Elementi di psicologia, logica e metafisica, Brescia, Pio Istituto in San Barnaba, 1835.
- Della polarizzazione dei conduttori isolati diretti a determinati punti del globo e di un nuovo apparecchio per esplorare l'elettricità atmosferica chiamato elettro-magnetometro, Milano, Tipografia de' classici italiani, 1837.
- Dei principii generatori delle umane cognizioni, Milano, Tipografia de' classici italiani, 1838.
- Ricerche sul termo-elettricismo dinamico e luci-magnetico ed elettrico, Milano, Pirotta e C., 1838.
- Memoria sulle leggi fondamentali che governano l'elettro-magnetismo, Verona, Alessandro Steffanini, 1839.
- Saggi dell'elettro-magnetico e magneto-elettrico, Venezia, Tipografia Armena di San Lazzaro, 1839.
- Le leggi del magnetismo nel filo congiuntivo percorso dalla corrente voltiana (o Le leggi elettro-magnetiche), Venezia, Giuseppe Antonelli, 1843.
- Trattato di fisica elementare, 4 voll., Venezia, Tipografia Armena di San Lazzaro, 1843-1846.
- Trattato del calorico e della luce, Venezia, Tipografia Armena di S. Lazzaro, 1846.
- Raccolta fisico chimica italiana ossia collezione di memorie originali edite ed inedite di fisici chimici e naturalisti italiani, Venezia, Giuseppe Antonelli, 1846.
- Ricerche fisico-chimico-fisiologiche sulla luce, Venezia, Giuseppe Antonelli, 1846.
- Trattato del magnetismo e della elettricità, vol. 1, Milano, Giovanni Silvestri, 1846.
- Trattato del magnetismo e della elettricità, vol. 2, Milano, Giovanni Silvestri, 1846.